# Héctor Gramajo
Héctor Alejandro Gramajo Morales (San Juan Ostuncalco, 11 de agosto de 1940–Santa Lucía Milpas Altas, 12 de marzo de 2004) fue un militar guatemalteco, perteneciente al Ejército, que se desempeñó como Ministro de Defensa de su país desde el 1 de febrero de  1987 hasta el 20 de mayo de 1990, durante los años de la Guerra civil guatemalteca (1960–1996). Se postuló, sin éxito, como candidato presidencial en las elecciones de 1995 por la coalición Frente de Unidad Nacional (FUN) y el Partido Institucional Democrático (PID).

## Primeros años
Héctor Gramajo Morales nació en 1940 en San Juan Ostuncalco, Quetzaltenango, Guatemala.

## Carrera
Entró al Ejército en 1957 y comenzó a escalar en rangos. Entre sus compañeros de clase de la Escuela Politécnica (1959) se encontraban miembros de la insurgencia guatemalteca, como sus amigos Luis Augusto Turcios Lima y Luis Trejo Esquivel. Ascendió a Brigadier General en 1984, general de División en 1987. En febrero de 1987, fue designado como Ministro de Defensa, en el primer gobierno de Guatemala elegido tras la nueva constitución de 1985.
Su gestión se centró en la lucha contra grupos armados de carácter marxista, como también con grupos de extrema derecha, algunos vinculados con el ejército. Apoyó la teoría de la estabilidad nacional, como una alternativa a la de la seguridad nacional, como una forma de buscar un nuevo rol político en la sociedad democrática guatemalteca al Ejército. Esta postura ayudó en la concreción de negociaciones entre el gobierno y los grupos guerrilleros, que comenzaron en 1987 y culminaron en la firma de acuerdos de paz en 1996. En su gestión como ministro, jugó un importante papel desbaratando al menos dos golpes de Estado contra la asunción del gobierno elegido democráticamente, liderados tanto por grupos civiles como militares, en mayo de 1988 y mayo de 1989.
Luego de finalizar su gestión como ministro, Gramajo entró a un curso de posgrado de la Universidad de Harvard, en la Escuela de Gobierno John F. Kennedy, donde obtuvo un título en Administración Pública en 1991. Ese año dio el discurso de graduación de la Escuela de las Américas en Fort Benning, Georgia.
Una vez instalado en Estados Unidos, fue demandado en virtud de la Alien Tort Claims Act por el Center for Constitutional Rights, en representación de indígenas kanjobal, sobrevivientes a la destrucción de sus pueblos en la década de 1980, y por la hermana Dianna Ortiz, que había sido secuestrada y torturada en Guatemala en 1989. Lo acusaron de tener responsabilidad por haber comandado a los grupos que llevaron a cabo las acciones.
En 1995 Gramajo fue sentenciado, en sede civil, a pagar un total de 47.5 millones de dólares estadounidenses por los daños: de 1 a 9 millones a cada uno de los indígenas guatemaltecos, y 5 millones a la religiosa Dianna, por su responsabilidad en virtud de la Torture Victim Protection Act.
Jamás apeló la decisión, ni pagó la suma de dinero. En 1995, Estados Unidos revocó su visa de entrada, expulsándolo del país.
Murió el 12 de marzo de 2004, en su estancia de Santa Lucía Milpas Altas, Sacatepéquez. Fue atacado, junto con su hijo, por un enjambre de abejas africanizadas, que le provocaron la muerte a raíz de diversas picaduras.